# Club for Five
Club for Five是2000年在芬兰赫尔辛基成立的无伴奏合唱队。其特点为用人的声音来模仿乐器伴奏，特别是人声模仿打击乐器以及節奏口技。该合唱队在2001年赢得了坦佩雷旋律合唱歌唱比赛。除了在芬兰，合唱队还曾在中国、北美及欧洲其它国家巡演过。
该合唱队已发行了7张专辑，其中5张专辑的销量达到金唱片数量。